# Santos Aeroporto
Santos Aeroporto är en flygplats i Brasilien.   Den ligger i kommunen Guarujá och delstaten São Paulo, i den sydöstra delen av landet, 900 km söder om huvudstaden Brasília. Santos Aeroporto ligger 3 meter över havet. Den ligger på ön Ilha de Santo Amaro.
Terrängen runt Santos Aeroporto är kuperad åt nordost, men åt sydväst är den platt. Runt Santos Aeroporto är det mycket tätbefolkat, med 2 028 invånare per kvadratkilometer.. Närmaste större samhälle är Santos, 6,1 km sydväst om Santos Aeroporto. 
I omgivningarna runt Santos Aeroporto växer i huvudsak städsegrön lövskog.